# Nagysimonyi
Nagysimonyi község Vas vármegyében, a Celldömölki járásban.

## Fekvése
A Kemenesháton, a Ság-hegytől 5 kilométerre északnyugatra, Celldömölktől 7 kilométerre nyugatra; a megyeszékhely Szombathelytől mintegy 40 kilométerre helyezkedik el.
A szomszédos községek: észak felől Ostffyasszonyfa, kelet felől Tokorcs (2,5 km), dél felől Mesteri, délnyugat felől pedig Sitke (3,5 km). Közigazgatási területe a központjától távol érintkezik még egy-egy rövid szakaszon északkelet felől Kemenesmihályfa, északnyugat felől pedig Sárvár határszélével is.

### Megközelítése
A településen áthalad, annak főutcájaként, nagyjából kelet-nyugati irányban a 834-es főút, azon érhető el Celldömölk és Sárvár felől is. Mesterivel a 8431-es út köti össze; közigazgatási határai közt egy rövid szakaszon, északnyugaton elhalad még a 8451-es és a 8452-es út is.
A hazai vasútvonalak közül a községet a Székesfehérvár–Szombathely-vasútvonal érinti, melynek egy megállási pontja van itt. Nagysimonyi megállóhely a község északnyugati részén helyezkedik el, közúti elérését a 84 324-es számú mellékút biztosítja.

## Története
Árpád-kori település, nevét már 1237-ben említették az oklevelek Symun formában. Később Simonyi, 1907-től pedig Nagysimonyi néven ismert. Az ezer körüli lélekszámú, többutcás szalagtelkes település a középkorban helybeli nemesek birtoka. Első ismert birtokosai a Nádasdyak, Draskovichok, majd a 18. században a Batthyányak is birtokosok lettek itt. 
A falu 1549-ben volt kénytelen először hódolni a töröknek. 1567-ben német zsoldosok fosztották ki. A sárvári vár védelmére Nádasdy Ferenc őrhelyet alakíttatott itt ki, a helyi nemeseket felfegyverezte és ágyúval (tarackkal) is ellátta őket. 
A településen szőlőművelés is folyt. A falu melletti Bánta-hegyen 1683-ban telepítettek szőlőt. 
Nagysimonyi az 1700-as évek végétől Jánosházával együtt a Kemenes-vidéki zsidóság egyik központja volt. Temetőjükben múlt századi sírkövek mellett megtaláljuk az 1944-ben elhunyt tudós rabbi Weisz „Sabtaj" Simon síremlékét is. A sírt alkalmanként zarándokok is felkeresik, akik a sírnál elhelyezett ládikába dobják kívánságcéduláikat, a „kvitliket". Zsinagógát a 19. században építettek, ezt 1892-ben újjáépítették mert leégett. 1953-ban a használaton kívüli épületet lebonttoták (helyére postahivatalt építettek). Temetőkertjüket a Szombathely-Celldömölk vasútvonal sínpárjai választják el a községtől. 1877-ben itt tartották az első magyar nyelvű zsidó egyházi beszédet a vármegyében. Első világháborús emlékművét 1926-ban, Második világháborús emlékművet pedig 1990-ben állítottak a településen.

## Közélete

### Polgármesterei
- 1990–1994: Molnár Miklós (független)[3]
- 1994–1998: Molnár Miklós (független)[4]
- 1998–2002: Szlama József (Fidesz)[5]
- 2002–2006: Szlama József (Fidesz)[6]
- 2006–2007: Szlama József (Fidesz)[7]
- 2008–2010: Lábos András (független)[8]
- 2010–2014: Lábos András (független)[9]
- 2014–2019: Lábos András (független)[10]
- 2019–2024: Lábos András (független)[11]
- 2024– : Gál Attila László (független)[1]

A településen 2008. március 30-án időközi polgármester-választást tartottak, az előző polgármester lemondása miatt.

## Népesség
A település népességének változása:
| Lakosok száma | 998  | 991  | 970  | 933  | 938  | 940  | 915  |
|               | 2013 | 2014 | 2015 | 2021 | 2022 | 2023 | 2024 |

A 2011-es népszámlálás során a lakosok 84,4%-a magyarnak, 1,6% németnek, 1,2% cigánynak, 0,5% románnak mondta magát (15,5% nem nyilatkozott; a kettős identitások miatt a végösszeg nagyobb lehet 100%-nál). A vallási megoszlás a következő volt: római katolikus 39,8%, református 1,9%, evangélikus 32,1%, görögkatolikus 0,5%, felekezet nélküli 3,4% (21,8% nem nyilatkozott).
2022-ben a lakosság 89,6%-a vallotta magát magyarnak, 1,2% cigánynak, 1,1% németnek, 0,7% románnak, 0,1-0,1% görögnek és bolgárnak, 1,4% egyéb, nem hazai nemzetiségűnek (10% nem nyilatkozott; a kettős identitások miatt a végösszeg nagyobb lehet 100%-nál). Vallásuk szerint 34,3% volt római katolikus, 24,1% evangélikus, 1,7% református, 0,3% görög katolikus, 1,7% egyéb keresztény, 0,6% egyéb katolikus, 5,5% felekezeten kívüli (31,6% nem válaszolt).

## Nevezetességei
- Első világháborús emlékmű: az 1917. évi VIII. törvénycikk rendelkezik arról, hogy „a világháborúban részt vett, illetve elesett hősök emlékét méltó módon, az adott községek anyagi erejüknek megfelelően ápolják, örökítsék meg.” 1924 májusában egy emlékünnepélyt tartottak és az ebből befolyt összegből állították fel az emlékművet. Ide 66 elesett nevét jegyezték fel. Az ünnepélyes avatása 1926. július 4-én volt. Az emlékmű a főútvonal melletti  parkban található.
- Második világháborús emlékmű: 1988. március 7-én a község lakossága megszavazta az emlékmű felállítását. Nemcsak a hősök, hanem az áldozatok neve is felkerült rá. Megkezdődött az adományok gyűjtése, így 1990. december 9-én vasárnap 10 órakor megtörtént az emlékmű felavatása. 45 évvel a második világháború után kapott végtisztességet 40 hősi halott és 71 áldozat.
- Dugovics-kereszt: korábban egy mellékutcában állt,  2003 júliusában a falunapon átkerült a Millenniumi parkba , ahol az első világháborús emlékmű is áll. Előtte márvány táblán állít emléket a falu önkormányzata az elődöknek.
- Hadifogoly-temető: Nagysimonyi és Ostffyasszonyfa között, a falutól északra található az emlékpark. 1915 májusában kezdték el építeni a hadifogolytábort. 197 fa barakkban több mint 160 000 hadifoglyot őriztek, fennállásának 4 éve alatt. Egyszerre 30-40 ezer ember fért el a táborban, ahol villany, víz, csatornahálózat is biztosított volt. Többféle műhelyben dolgoztak a foglyok, saját tábori pénzük volt. Egészségügyi ellátás biztosítása ellenére is időnként kitörő járványoknak több mint tízezer áldozata fekszik a ma kegyeleti parkként működő hadifogoly-temetőben. A tábort 1919-ben felszámolták. Minden évben ökumenikus istentisztelettel emlékeznek meg a halottakról.
- Trianoni emlékharangláb: A fa haranglábat az esemény 90. évfordulójára állította Palkovits László és Palkovits Balázs, a falu adakozásának segítségével. Ehhez járult Az Ismerős Arcok zenekar jótékonysági koncertje, a bevételből a harangláb készítését és a második világháborús szobor javítását fedezték. A harangláb minden június 4-én ünnepély kíséretével megszólal. A haranglábon az 1920-as évszám  és egy faragott magyar címer látható.

## Neves nagysimonyiak
- Hajas Ilona (1951-1989) televíziós bemondó, műsorvezető itt született.
- Dugovics Titusz (*? - Nándorfehérvár 1456)  A falu lakosságának hagyományában e településről való születésűnek valószínűsítik Dugonics Títuszt.
- Nagy Józsefné (1921-1999) kommunista politikus, könnyűipari miniszter.
- Székely Ákos (1945-2021) költő, író, kritikus, irodalomtörténész, irodalomszervező, szerkesztő, műfordító

## Képek

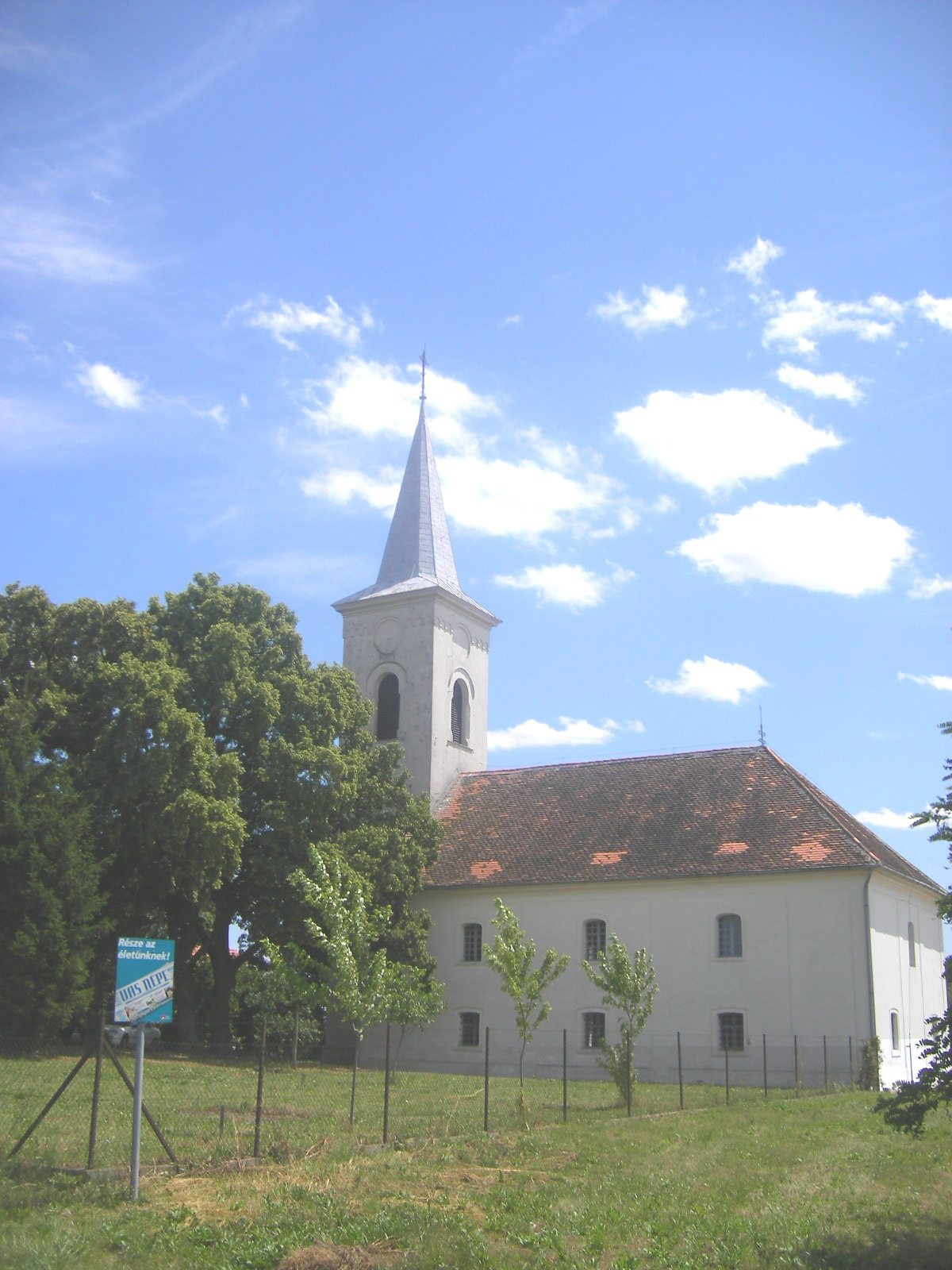
Evangélikus templom
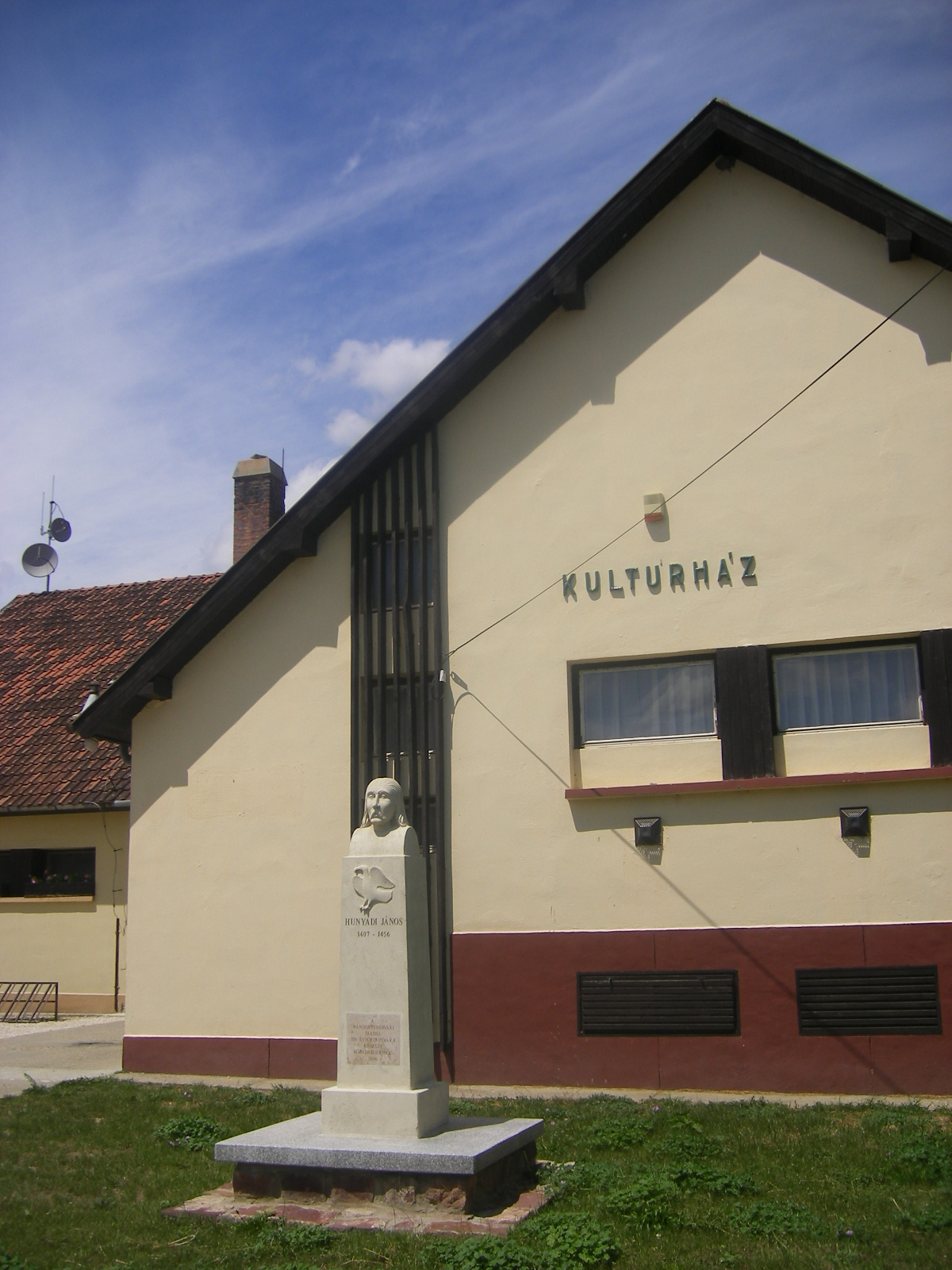
Kultúrház